# Aljaksandr Bahdanovič
Aljaksandr Bahdanovič (in bielorusso Аляксандр Багдановіч?; Elizovo, 29 aprile 1982) è un canoista bielorusso, vincitore della medaglia d'oro ai Giochi olimpici di Pechino 2008 nel C2 1000 m in coppia con il fratello Andrei Bahdanovich.
.

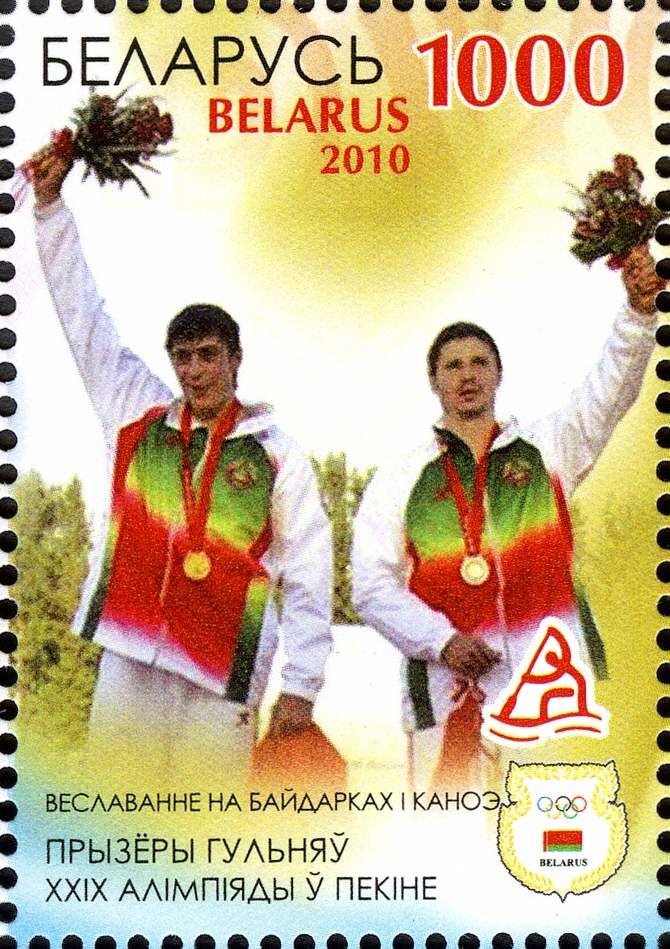
Aljaksandr Bahdanovič con il fratello Andrei su un francobollo bielorusso

Sempre a Pechino l'equipaggio è arrivato quarto nella gara del C2 500 m.
Nella precedente edizione di Atene 2004, in coppia con Aliaksandr Kurliandchyk, si è classificato sesto nel C2 500 m mentre è uscito nella semifinale del C2 1000 m.

## Palmarès
- Olimpiadi

Pechino 2008: oro nel C2 1000 m.
Londra 2012: argento nel C2 1000 m.
- Mondiali

2001 - Poznań: argento nel C4 1000 m.
2002 - Siviglia: bronzo nel C4 1000 m.
2005 - Zagabria: bronzo nel C4 200 m.
2006 - Seghedino: bronzo nel C4 1000 m.
2009 - Dartmouth: oro nel C4 200 m.
2010 - Poznań: argento nei C2 1000 m.
- Campionati europei di canoa/kayak sprint

Poznań 2004: bronzo nel C4 500m e nel C4 1000m.
Račice 2006: argento nel C4 500m e bronzo nel C2 1000m.
Pontevedra 2007: oro nel C2 500m e C4 500m, bronzo nel C2 1000m.
Milano 2008: oro nel C2 1000m e bronzo nel C4 200m.
Belgrado 2011: argento nel C2 1000m e nel C4 1000m.
Mosca 2016: argento nel C2 1000m.